# Огонь и ярость
«Огонь и ярость: внутри Белого дома Трампа» (англ. Fire and Fury: Inside the Trump White House) — книга американского журналиста Майкла Вулфа, вышедшая 5 января 2018 года. В ней подробно рассматривается поведение президента США Дональда Трампа и его сотрудников во время президентской кампании в 2016 году и в течение первых месяцев срока в Белом доме. 
В книге Трамп демонстрируется как не пользующийся уважением среди сотрудников Белого дома, исходя из чего, Вулф делает вывод, что «100 % окружения Трампа» считают нынешнего президента непригодным для этой должности.
Название книги является отсылкой к цитате Трампа о конфликте с Северной Кореей.
3 января 2018, после публикации в американской прессе некоторых отрывков, книга стала бестселлером № 1 по предзаказам на Amazon.com и Apple iBooks Store.
На следующий день, 4 января, адвокат Трампа в попытке остановить публикацию книги отправил письма автору и издательству с требованием прекратить противоправные действия, пригрозив судебным иском. Однако Henry Holt and Company проигнорировали предупреждение и, сославшись на беспрецедентный спрос, сдвинули дату публикации на 5 января 2018 года и, по состоянию на 8 января, продали или получили заказ на более чем один миллион экземпляров книги.